# 유고슬라비아 인민군

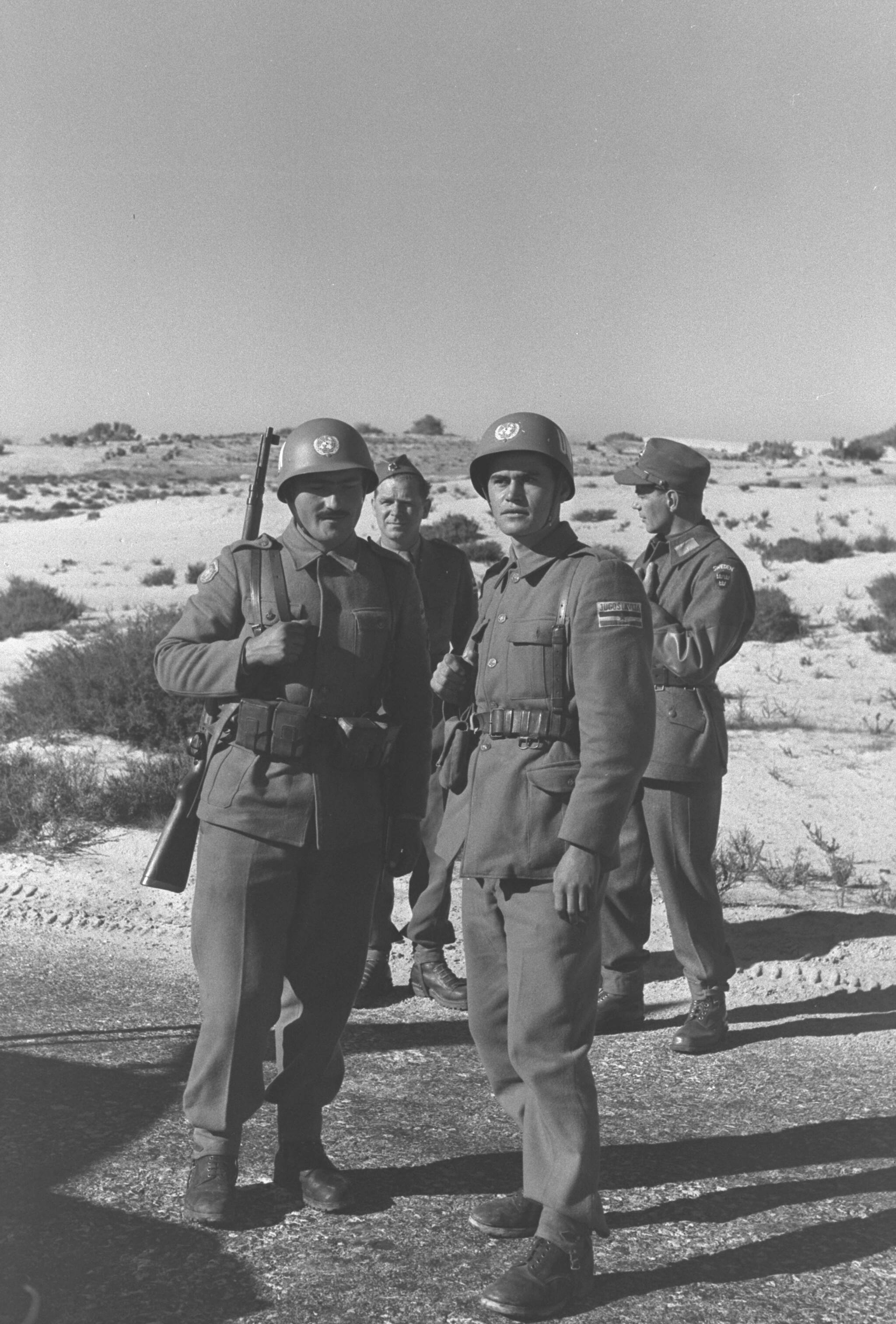
1957년, UNEF의 일원으로 파견된 시나이반도의 유고슬라비아 인민군 병사.

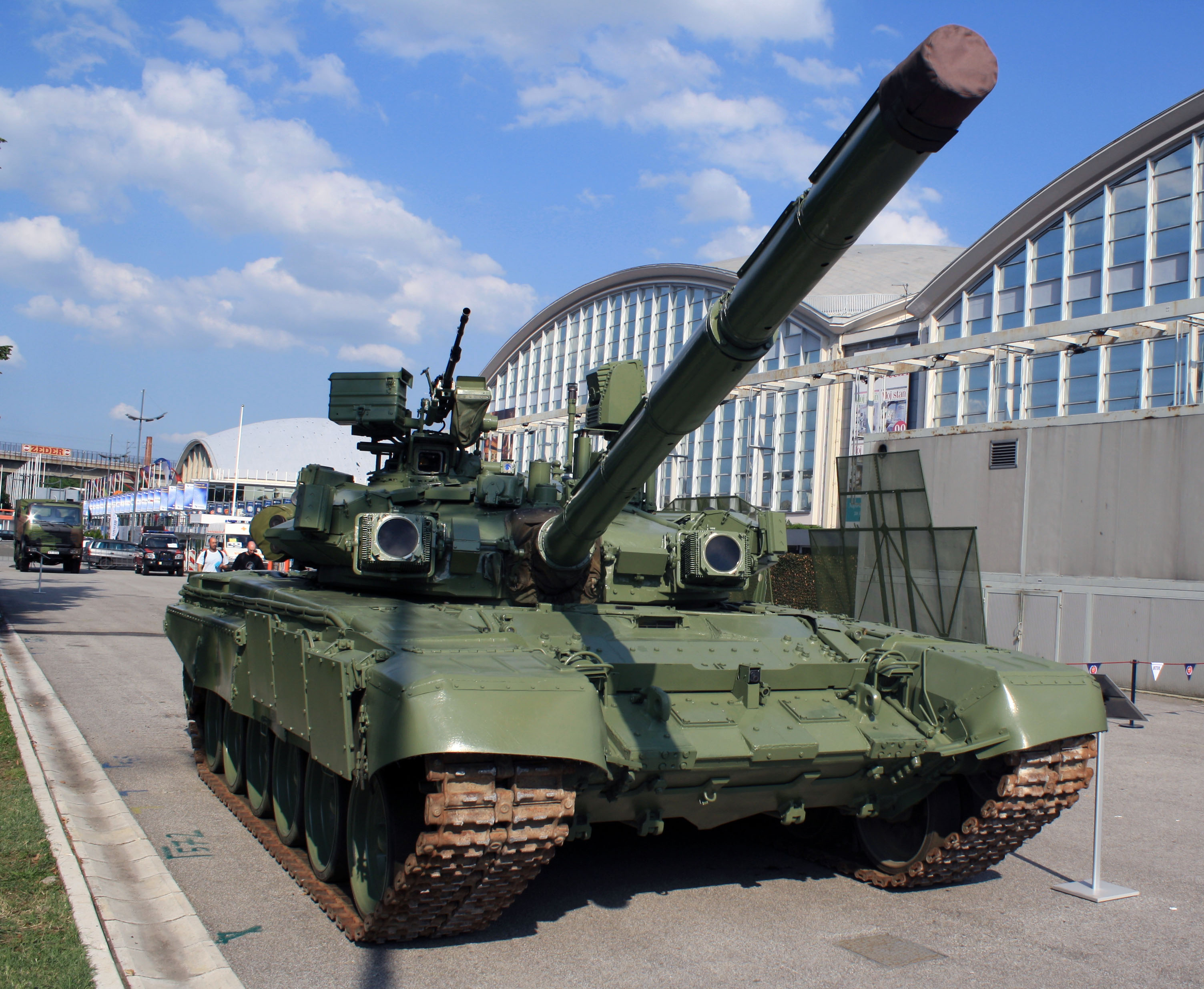
유고슬라비아 인민군의 M-84AB1 탱크

유고슬라비아 인민군 또는 유고슬라비아 국가군(세르보크로아트어: Jugoslavenska narodna armija - JNA, Југословенска народна армија - ЈНА / Jugoslovenska narodna armija - JNA; 마케도니아어: Југословенската народна армија - ЈНА; 슬로베니아어: Jugoslovanska ljudska armada - JLA), 또는 간단하게 JNA은 유고슬라비아 사회주의 연방 공화국의 군대였다.

## 기원
유고슬라비아 인민군은 제2차 세계 대전 시기 유고슬라비아 파르티잔에서부터 시작했다. 유고슬라비아 전선에서 JNA의 전신인 유고슬라비아 인민해방군 파르티잔(NOVJ)을 중심으로 한 저항 운동이 발효하면서 파르티잔은 1941년 12월 22일 현재 보스니아 헤르체고비나의 루도에 본부를 세웠다. 유고슬라비아 파르티잔이 추축국으로부터 나라를 해방시킨 후, 이 날을 공식적으로 유고슬라비아 사회주의 연방 공화국의 "국군의 날"로 기념하게 되었다.
1945년 3월, 파르티잔이 명칭을 정식으로 육군으로 바꾸었으며 1945년 12월 22일에는 "인민군"이라는 칭호를 달게 되었다.

## 같이 보기
- 유고슬라비아 파르티잔

## 참고 문헌
- Trifunovska, Snezana, Yugoslavia Through Documents: From Its Creation to Its Dissolution, Martinus Nijhoff Publishers, 1994 ISBN 0-7923-2670-9